# Bandy Island
Bandy Island ist eine kleine und vereiste Insel vor der Ruppert-Küste des westantarktischen Marie-Byrd-Lands. Sie liegt 2,5 km westlich des Lynch Point in der Hull Bay.
Der United States Geological Survey kartierte sie anhand eigener Vermessungen und Luftaufnahmen der United States Navy aus den Jahren zwischen 1962 und 1967. Das Advisory Committee on Antarctic Names benannte sie nach dem US-amerikanischen Geologen Orville L. Bandy (1917–1973) von der University of California, Los Angeles, der 1964 und 1966 als leitender Wissenschaftler für das United States Antarctic Research Program an Forschungsfahrten der RV Anton Bruun bzw. der USNS Eltanin in die Antarktis teilnahm.